# 2008 في جنوب إفريقيا
فيما يلي قوائم الأحداث التي وقعت خلال عام 2008 في جنوب أفريقيا.

## سياسة

### تعيين في المنصب
- 25 سبتمبر – كاليما موتلانتي رئيس جنوب أفريقيا.

### انتهاء فترة المنصب
- 24 سبتمبر – تابو إيمبيكي رئيس جنوب أفريقيا.

## أفلام
من الأفلام التي صدرت هذه السنة في جنوب أفريقيا:
- 1 يناير – ذا سكوربيان كينغ 2: رايز أوف أواريور من إخراج راسل مولكاهي.
- 22 فبراير – 10000 ق م من إخراج رولان إيميريش.

## وفيات

### أبريل
- 28 أبريل – يودي سميلان (مواليد 1977) لاعبة كرة قدم جنوب أفريقية.

### يوليو
- 14 يوليو – مايك سكوت (مواليد 1950) ملاكم جنوب أفريقي.

### سبتمبر
- 9 سبتمبر – جاكوب ليغيثو (مواليد 1974) لاعب كرة قدم جنوب أفريقي.

### نوفمبر
- 10 نوفمبر – ميريام ماكيبا (مواليد 1932) مغنية جنوب أفريقية.